# Vĩnh Phước B
Vĩnh Phước B là một xã thuộc huyện Gò Quao, tỉnh Kiên Giang, Việt Nam.

## Địa lý
Xã Vĩnh Phước B nằm ở phía đông huyện Gò Quao, có vị trí địa lý:
- Phía đông giáp tỉnh Hậu Giang và xã Vĩnh Thắng
- Phía tây giáp thị trấn Gò Quao và xã xã Định An
- Phía nam giáp xã Vĩnh Phước A
- Phía bắc giáp xã Vĩnh Hòa Hưng Nam.

Xã Vĩnh Phước B có diện tích 27,55 km², dân số năm 2020 là 7.548 người, mật độ dân số đạt 273 người/km².

## Hành chính
Xã Vĩnh Phước B được chia thành 6 ấp: An Hòa, An Phú, Phước Đạt, Phước Nghiêm, Phước Thành, Phước Thọ.

## Lịch sử
Ngày 18 tháng 3 năm 1997, Chính phủ ban hành Nghị định số 23-CP về việc chia xã Vĩnh Phước thành 2 xã: Vĩnh Phước A, Vĩnh Phước B.
Xã Vĩnh Phước B có 2.822 ha diện tích tự nhiên và 9.835 nhân khẩu.
Ngày 26 tháng 7 năm 2005, Chính phủ ban hành Nghị định số 97/2005/NĐ-CP về việc điều chỉnh 280 ha diện tích tự nhiên và 1.230 nhân khẩu của xã Vĩnh Phước B về thị trấn Gò Quao quản lý.
Sau khi điều chỉnh địa giới hành chính mở rộng thị trấn Gò Quao, xã Vĩnh Phước B còn lại 2.754,91 ha diện tích tự nhiên và 8.156 nhân khẩu.
Ngày 25 tháng 11 năm 2019, Hội đồng Nhân dân tỉnh Kiên Giang ban hành Nghị quyết về việc sáp nhập ấp Phước Lập vào ấp An Hòa.

## Kinh tế
Nền kinh tế chủ yếu của người dân nơi đây là trồng lúa nước. Cách Vĩnh Phước A, một con sông tên là sông Cái Lớn, người dân hai xã qua lại bằng phà sáng cục. Tại xã Vĩnh Phước B, người dân hòa đồng lương thiện, nhưng có nhiều đàn ông mê rượu chè, tham gia vào các tệ nạn xã hội, đây chính là lí do nơi đây người dân dù có thu nhập nhưng không thể dư dả.